# Hendrick Mokganyetsi
Hendrick Mokganyetsi (Pretoria, 7 settembre 1975) è un ex velocista sudafricano.

## Palmarès
| Anno | Manifestazione  | Sede     | Evento      | Risultato | Prestazione | Note             |
| ---- | --------------- | -------- | ----------- | --------- | ----------- | ---------------- |
| 1997 | Mondiali        | Atene    | 4x400 m     | 4º        | 2'56"75     | Record nazionale |
| 1999 | Mondiali        | Siviglia | 4x400 m     | Bronzo    | 3'00"20     | Record nazionale |
| 2000 | Giochi olimpici | Sydney   | 400 m piani | 6º        | 45"26       |                  |